# Kościół św. Michała w Polkowicach

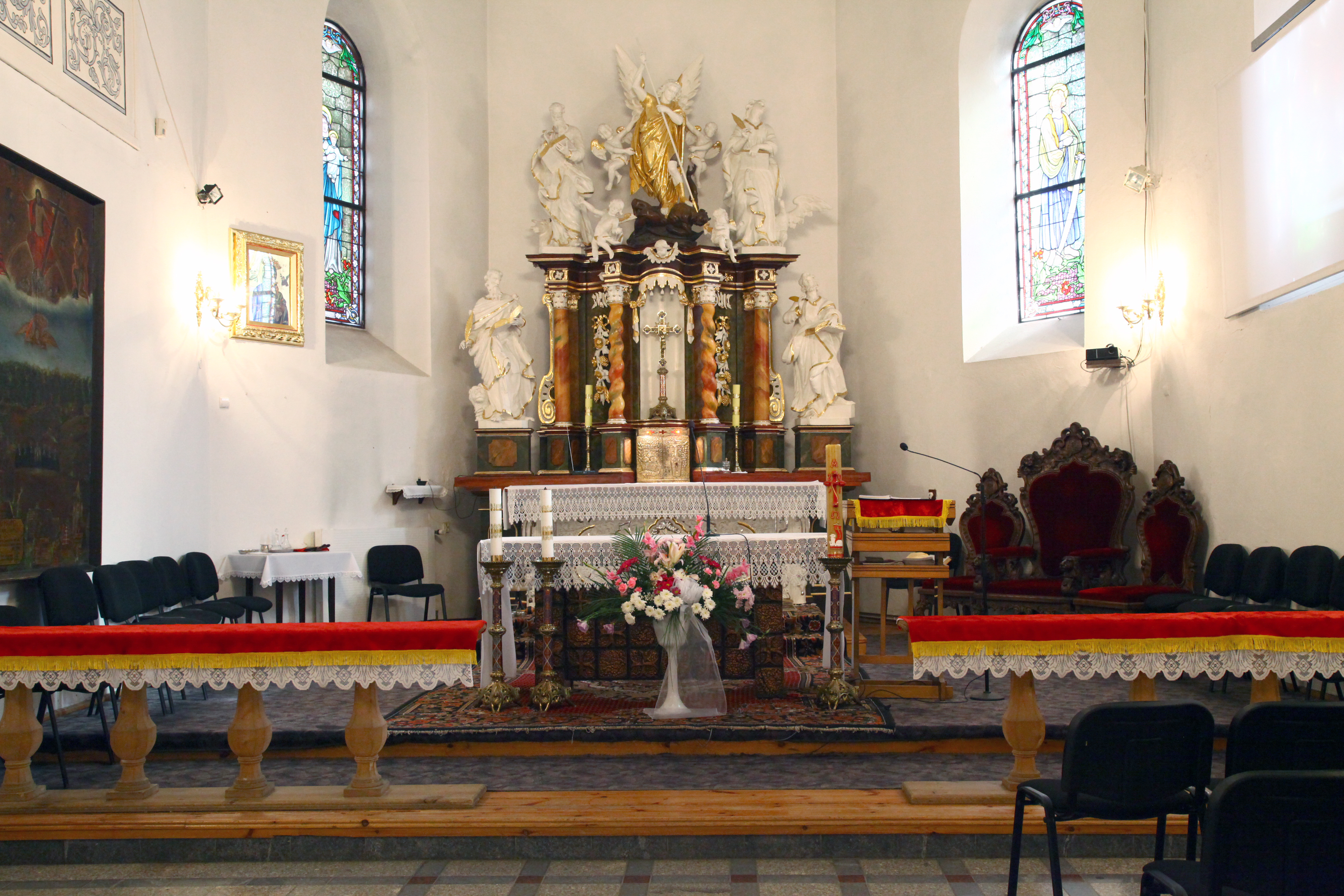
Ołtarz główny

Kościół pod wezwaniem św. Michała Archanioła – rzymskokatolicka świątynia w Parafii świętego Michała Archanioła w Polkowicach.

## Historia
Pierwsze wzmianki o kościele sięgają roku 1366 i 1376. Była to prowizoryczna drewniana świątynia, umiejscowiona w południowo-zachodnim narożniku miasta. W 1399 proboszczem parafii polkowickiej był ksiądz Johanes Pisetz. W 1510 zbudowano kaplicę św. Anny. W końcu średniowiecza zaczęto przebudowywać kościół używając cegieł i kamienia. 
Obecna gotycka, jednonawowa budowla pochodzi z 1679. W 1690 wybudowano wieżę kościelną. Na jej dachu umieszczono drzewce chorągwi, do której przymocowano pozłacaną kulę, wiatrowskaz przedstawiający postać św. Michała Archanioła oraz krzyż. Nad drzwiami wejściowymi wieży wymurowana została tablica z inskrypcją: „Dla chwały i glorii Boga, na cześć Chrystusa i Świętego Michała Archanioła. Anno 1686, 1687, 1688, 1689, 1690.”
W czerwcu 1768 usunięto gontowy dach dzwonnicy i wymieniono na kryty dachówką. Frontową partię świątyni utrzymaną w stylu renesansowym odnowiono w 1904 roku. Dźwiga ona na górnych narożnikach rozstawione urny, a w niszy przedsionka znajduje się figura św. Michała. Na północnej ścianie kościoła i przy wejściu do wieży widoczne są rzeźby nagrobne. 

### Okres po II Wojnie Światowej
Duszpasterstwo w latach powojennych sprawował ks. Johannes Doering. Ks. Eugeniusz Korczyński w latach 1961-1963 przeprowadził remont przeciekającego dachu oraz wybetonował chodnik dookoła kościoła. Ks. Aleksander Matyka, proboszcz w latach 1964-1973, założył nową instalację elektryczną, a posadzkę z cementowej wymienił na lastryko. Wnętrze kościoła zostało pomalowane, zakupiono nowe kinkiety i obraz Matki Boskiej Częstochowskiej. Powstał nowy, posoborowy ołtarz. W 1967 pokryto dach nową dachówką i sprowadzono dwa konfesjonały. Do 1973 trwały prace remontowe, otynkowano kościół, zrobiono nowe balustrady i cofnięto główny ołtarz do ściany. Za ks. proboszcza Kazimierza Nawrotka zrobiono tylko generalny remont przedsionka w 1974. Ks. kanonik Ludwik Kośmidek przejął parafię w 1984.
Kościół parafialny był w złym stanie technicznym, a wstrząsy górnicze w Polkowicach jeszcze bardziej go pogłębiły. W lutym 1985 kościół został zamknięty. W tym samym roku ZG „Rudna” dokonał zabezpieczenia kościoła. Okazało się ono jednak niewystarczające i kopalnia jeszcze raz przystąpiła do zabezpieczenia obiektu przed wstrząsami górniczymi. W latach 1992–1995 wykonano generalny remont kościoła. Latem 1993 odkryto na deskach stropowych malowidła. Na prostokątnych drewnianych kasetonach przedstawione są wizerunki ośmiu świętych: Zygmunta, Hieronima z Lwem, Weroniki, Grzegorza, Rozalii, Rocha z aniołkiem, Augustyna i Ambrożego. Polichromia drewnianego stropu powstała w 1683 i została wpisana do rejestru zabytków. W kościele oprócz murów wymianie uległo prawie wszystko, począwszy od sufitu, a skończywszy na posadzce. Wyremontowana świątynia ma dach wykonany z miedzianej blachy, nową elewację i kulę na wieży kościoła.
W 2006 proboszczem parafii został ks. Jarosław Święcicki.

## Wyposażenie
Ołtarz główny wykonany jest w stylu neogotyckim. Zdobią go figury św. Michała Archanioła, aniołów oraz czterech ewangelistów, które po wojnie zostały przeniesione z kaplicy cmentarnej. Ołtarz boczny św. Krzyża służył niegdyś za ołtarz główny. W 1962 umieszczono tu obraz Matki Bożej Nieustającej Pomocy. Obok ołtarza został wbudowany kamień nagrobkowy w drugiej połowie XVII w.
Po epidemii dżumy w 1680 w Polkowicach ks. proboszcz, burmistrz i magistrat ufundowali ołtarz ku czci św. Sebastiana, a wydarzenia z tamtych czasów upamiętniono na obrazie. W nawie, naprzeciwko ołtarza w 1964 umieszczono obraz Wniebowzięcia Najświętszej Marii Panny znajdujący się dotychczas za ołtarzem głównym. Stoi tu również renesansowa chrzcielnica. Renesansową ambonę zdobią figury Czterech Ewangelistów: św. Pawła, Aarona, Mojżesza i Piotra Apostoła. 
Organy zostały prawdopodobnie zbudowane w 1854 przez Roberta Millera z Wrocławia. W 1965 odrestaurowane organy zagrały po latach. W kaplicy św. Anny sklepienie jest gotyckie a ołtarz zaś neogotycki. 
Prace renowacyjne i konserwatorskie trwają do dzisiaj. Odnowiono ołtarze, figury, obrazy. W 1993 zainstalowano trzy nowe dzwony. W oknach kościoła w 1996 wstawiono witraże dzięki hojności ofiarodawców. 
W 2000 zdemontowano zniszczone organy i zbudowano nowe, mechaniczne, o dwóch manuałach i pedale. Szafa organowa jest wykonana z dębowego drewna. Prospekt jest w stylu neogotyckim, podzielony na pięć sekcji. Renowacją objęto także stacje Drogi Krzyżowej, ołtarz, na którym przed renowacją był obraz Matki Bożej Nieustającej Pomocy, a obecnie stoi jedna z większych figur oraz balustrady.

## Otoczenie
Przed kościołem stoi figura św. Jana Nepomucena. W 1966 z cmentarza parafialnego przeniesiono i wmurowano obok kościoła stary kamienny krzyż oraz kamienną kapliczkę. Określane są one często odpowiednio krzyżem pokutnym i kapliczką pokutną. 
Nazwy te odnoszą się do obiektów fundowanych w średniowieczu przez zabójców w wyniku zawieranych przez nich umów pojednawczych z rodziną zabitego, mających zapobiec krwawej zemście. W przypadku krzyża i kapliczki w Polkowicach przypuszczenie to nie ma oparcia w żadnych dowodach ani badaniach, a jest oparte jedynie na nieuprawnionym założeniu, że wszystkie stare kamienne krzyże monolitowe oraz kapliczki, o których nic nie wiadomo, są krzyżami czy też kapliczkami pokutnymi, chociaż w  rzeczywistości powód ich fundacji może być różnoraki, tak jak każdego innego krzyża czy kapliczki. Niestety legenda o pokutnym (pojednawczym) charakterze krzyża i kapliczki stała się na tyle popularna, że zaczęła być odbierana jako fakt i pojawiać się w lokalnych opracowaniach, informatorach czy przewodnikach jako informacja, bez uprzedzenia, że jest to co najwyżej luźna hipoteza bez żadnych bezpośrednich dowodów. 